# Ozyptila distans
Ozyptila distans là một loài nhện trong họ Thomisidae.
Loài này thuộc chi Ozyptila. Ozyptila distans được miêu tả năm 1975 bởi Charles Denton Dondale & Redner.